# Macaduma feliscaudata
Macaduma feliscaudata är en fjärilsart som beskrevs av Fletcher 1957. Macaduma feliscaudata ingår i släktet Macaduma och familjen björnspinnare. Inga underarter finns listade i Catalogue of Life.